# Jocelyn Bell Burnell
Dame Susan Jocelyn Bell Burnell DBE FRS FRSE FRAS FInstP (/bɜːrˈnɛl/, sinh ngày 15 tháng 7 năm 1943) là một nhà vật lý thiên văn Bắc Ireland. Khi đang là một sinh viên sau đại học, bà đã phát hiện ra tín hiệu vô tuyến từ sao xung (pulsar) đầu tiên vào năm 1967. Phát hiện của bà được ghi nhận là "một trong những thành tựu khoa học quan trọng nhất của thế kỷ XX".  Phát hiện này sau đó được trao giải Nobel Vật lý năm 1974 cho người hướng dẫn luận án của bà Antony Hewish và nửa còn lại cho nhà thiên văn học Martin Ryle. Bell đã không được trao giải cùng, mặc dù là người đầu tiên phát hiện, quan sát và phân tích chính xác các sao xung.
Bài báo công bố phát hiện các sao xung có 5 tác giả. Tên của Hewish được liệt kê đầu tiên, Bell đứng thứ hai. Hewish đã được trao giải Nobel, cùng với Martin Ryle, mà không có Jocelyn Bell Burnell với tư cách là người đồng nhận giải. Nhiều nhà thiên văn học nổi tiếng đã chỉ trích sự thiếu sót này, bao gồm cả Sir Fred Hoyle. Vào năm 1977, Bell Burnell đã làm giảm cuộc tranh luận này, nói rằng, "Tôi tin rằng giải Nobel sẽ mất đi danh giá nếu như nó được trao cho sinh viên nghiên cứu, ngoại trừ những trường hợp rất đặc biệt, và tôi không tin rằng tôi là một trong số họ." Viện Hàn lâm Khoa học Hoàng gia Thụy Điển, đã thông báo giải Nobel Vật lý năm 1974, đã trích dẫn Ryle và Hewish cho công trình tiên phong của họ về vật lý thiên văn vô tuyến, nêu cụ thể đến công trình nghiên cứu của Ryle về kỹ thuật giao thoa vô tuyến cho các kính thiên văn và vai trò quyết định của Hewish trong việc khám phá các sao xung.
Bà là chủ tịch của Hội Thiên văn Hoàng gia Anh từ năm 2002 đến 2004, chủ tịch Viện Vật lý từ tháng 10/2008 đến tháng 10 năm 2010, và là chủ tịch lâm thời sau cái chết của người kế nhiệm Marshall Stoneham vào đầu năm 2011. Bà đã trao toàn bộ khoản tiền thưởng trị giá 2.3 triệu bảng của Giải đặc biệt của giải Đột phá trong Vật lý cơ bản năm 2018 để giúp phụ nữ, dân tộc thiểu số, và học sinh tị nạn trở thành nhà nghiên cứu vật lý. 

## Tiểu sử

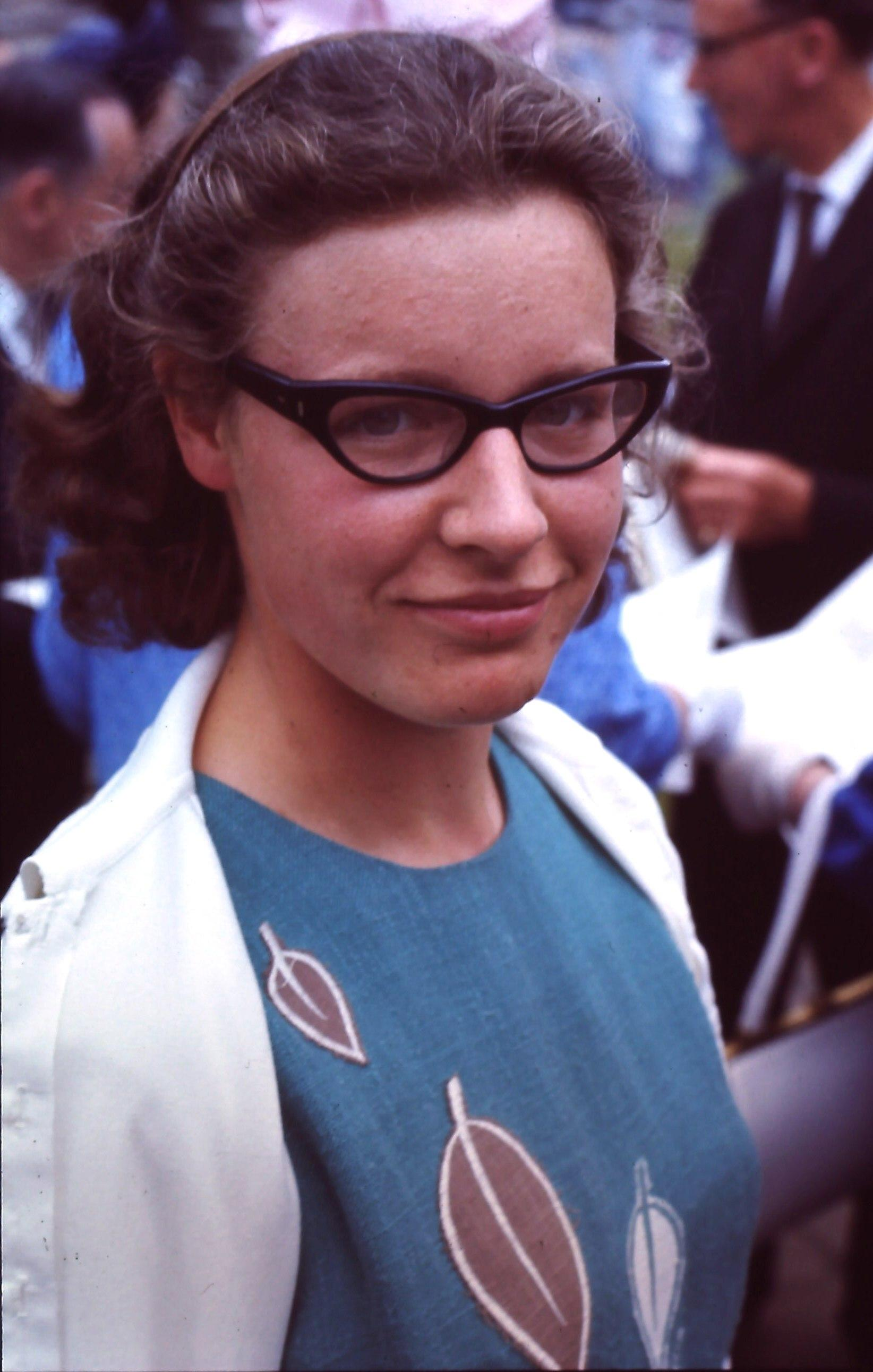
Jocelyn Bell, tháng 6 năm 1967

Jocelyn Bell sinh ở Lurgan, Bắc Ireland trong gia đình của M. Allison và G. Philip Bell. Cha của bà là kiến trúc sư đã giúp thiết kế cung thiên văn Armagh Planetarium, và trong những lần đến chơi, cô được mọi người ở đây khuyến khích theo đuổi ngành thiên văn học chuyên nghiệp. Jocelyn Bell cũng tìm hiểu các sách của cha mình về thiên văn học.
Bà lớn lên ở Lurgan và theo học Khoa dự bị của Cao đẳng Lurgan từ năm 1948 đến 1956, nơi mà cô, giống như các nữ sinh khác, không được phép học khoa học cho đến khi cha mẹ cô (và những người khác) phản đối chính sách của trường. Trước đây, chương trình học của các nữ sinh bao gồm những chủ đề như nấu ăn và học thêu chữ thập thay vì các môn khoa học.
Cô thi hỏng trong kỳ thi mười một cộng và cha mẹ cô gửi cô tới Trường Mount, York, một trường nội trú nữ sinh Quaker.
Năm 1965, bà tốt nghiệp trường đại học Glasgow chuyên ngành vật lý. Năm 1969, bà bảo vệ thành công luận án tiến sĩ tại Đại học Cambridge. Trong thời gian ở đại học Cambridge, Jocelyn Bell đã làm việc trong nhóm nghiên cứu do nhà vật lý thiên văn Antony Hewish chỉ đạo với nhiệm vụ xây dựng dãy ăngten thu sóng vô tuyến (Interplanetary Scintillation Array) của đài thiên văn Mullard (MRAO) để quan sát các quasar. Năm 1967, bà đã phát hiện ra những tín hiệu vô tuyến đầu tiên của một sao xung.
Sau khi bảo vệ thành công luận án tiến sĩ, Jocelyn Bell Burnell đã tham gia giảng dạy tại rất nhiều trường đại học ở Anh và Hoa Kỳ. Trong thời gian từ năm 2002 đến năm 2004, bà là chủ tịch của Hội thiên văn Hoàng gia. Năm 1974, Antony Hewish đã được trao một phần giải thưởng Nobel vật lý về các nghiên cứu trong lĩnh vực quan sát thiên văn tại bước sóng radio và phát hiện ra pulsar. Có một tranh cãi, đó là Jocelyn Bell không được trao một phần giải Nobel, mặc dù bà cũng đứng tên trong báo cáo khoa học về sự phát hiện ra pulsar. Tuy nhiên, bà đã được trao rất nhiều huân chương, giải thưởng cao quý khác ghi nhận những cống hiến của bà cho vật lý thiên văn hiện đại.

### Video
- Freeview video "Tick, Tick, Pulsating Star: How I Wonder What You Are?" A Royal Institution Discourse by the Vega Science Trust (accessed ngày 24 tháng 12 năm 2007).

### Audio
- Counterbalance Library: Bell Burnell talk "Science and the Spiritual Quest" (24 Minutes) Lưu trữ ngày 27 tháng 3 năm 2009 tại Wayback Machine (Accessed ngày 7 tháng 4 năm 2010).
- University of Manchester – Jodcast Interview with Jocelyn Bell-Burnell

### Sách
- Biographical article, indicating Bell Burnell's beliefs and personal life, from California State Polytechnic University NOVA project. (Accessed ngày 24 tháng 12 năm 2007).
- Irishwoman who discovered the "lighthouses of the universe" Irish Times.